# Banca dello Stato del Cantone Ticino
Die Banca dello Stato del Cantone Ticino (Kurzform: BancaStato; deutsch Tessiner Kantonalbank) mit Sitz in Bellinzona ist die Kantonalbank des Kantons Tessin. Sie wurde 1915 gegründet und ist in Form einer öffentlich-rechtlichen Anstalt organisiert. Die Bank verfügt über 20 Geschäftsstellen und beschäftigt ungefähr 371 Mitarbeiter (Vollzeitstellen). Per Ende 2019 verfügte die BancaStato über eine Bilanzsumme von rund 14 Milliarden Schweizer Franken.

## Besitzverhältnisse und geschäftliche Schwerpunkte
Die BancaStato ist als öffentlich-rechtliche Anstalt organisiert und gehört zu 100 Prozent dem Kanton Tessin. Von den historischen Ursprüngen im Hypothekarkreditgeschäft ausgehend hat die Bank ihr Dienstleistungsangebot ständig erweitert. Heute umfasst die Palette sämtliche Leistungen und Produkte einer Universalbank: Von der Gewährung von Privat- und Unternehmenskrediten über den Zahlungsverkehr bis hin zur Vermögensverwaltung. Seit 2010 verfügt das Staatsinstitut mit der Axion Swiss Bank auch über eine eigene Private-Banking-Tochter. Zu den Kunden der BancaStato zählen Privatpersonen, Anlagekunden, kleine und mittlere Unternehmungen sowie öffentlich-rechtliche Körperschaften.
Wie die grosse Mehrheit aller Kantonalbanken verfügt auch das Tessiner Institut über eine sogenannte Staatsgarantie. Das heisst, der Kanton haftet für die Verbindlichkeiten der Bank.

## Organisation
Oberstes Aufsichtsorgan der Tessiner Kantonalbank ist der Verwaltungsrat. Dieser setzt sich aus sieben Mitgliedern zusammen und wird zurzeit von Bernardino Bulla präsidiert. Die Mitglieder des Bankrats bestimmt der Grosse Rat des Kantons Tessin (Legislative des Kantons).
Die operative Leitung liegt bei der Geschäftsleitung. Diese setzt sich aus fünf Mitgliedern zusammen und wird seit 2017 von Fabrizio Cieslakiewicz geleitet.